# مشهد الطاقة

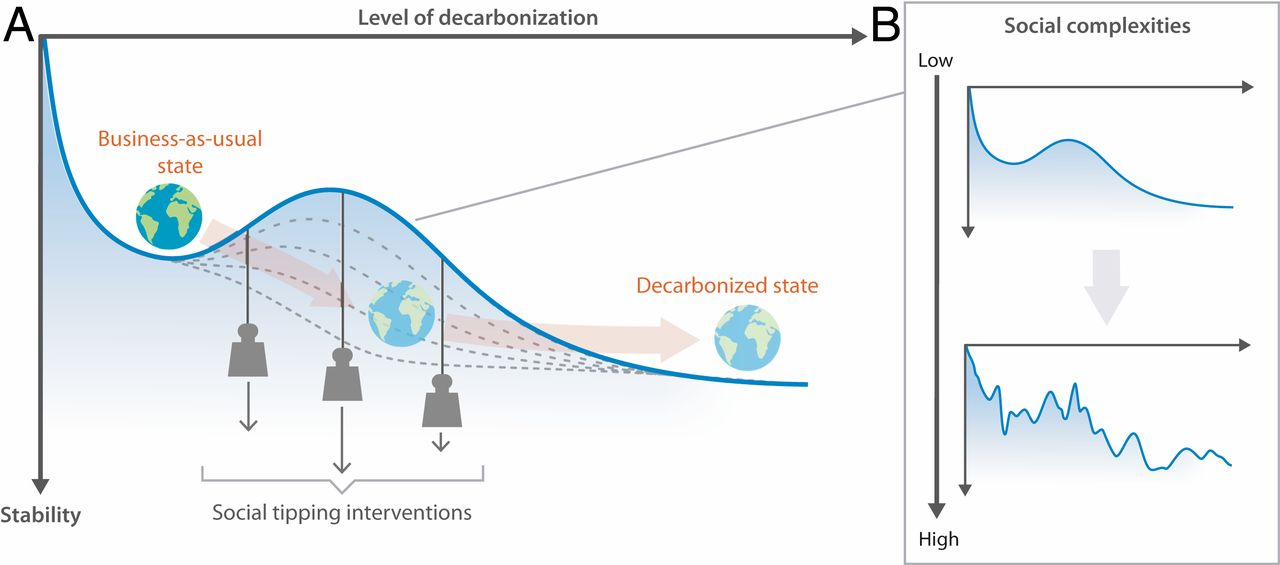

في الفيزياء, تكون مشهد الطاقة أو نُسق الطاقة (بالإنجليزية: energy landscape)‏ عبارة عن زوجين (X, f) يتكونان من الفضاء الطوبولوجي X تمثل الحالات الفيزيائية أو وشائط النظام مع بعضها بواسطة الدالة المستمرة  f: X → Rn represeتمثل الطاقات المرتبطة لتلك الحالات أو لتلك الوسائط التي تكون فيها صورة f ممثلة للسطح الزائد hypersurface في Rn.